# Las Rosenau
Las Rosenau – las na pograniczu polsko-czeskim, w Górach Opawskich, na południowych stokach Zamkowej Góry, na ziemi prudnickiej, na południe od wsi Pokrzywna i Moszczanka. Zajmuje powierzchnię około 20 ha. Od XVI do XIX wieku o las toczył się spór między miastem Prudnik i panami Jindřichova.

## Historia
Nazwa Rosenau przypuszczalnie pochodzi od czeskiego rodu Rożemberków (niem. Rosenberg), którego przedstawiciel – Wok z Rożemberka – założył w 1255 pobliskie miasto Prudnik. Tłumaczy się ją jako Nowa Róża. Określano nią lasy na północ od Wzgórza Świętego Rocha. Teren ten włączono do prudnickiego wójtostwa po wybudowaniu zamku Wogendrüssel w Prudniku. W sąsiedztwie lasu przebiegała droga ze Zlatých Hor do Opawy.
Las wzmiankowano po raz pierwszy w 1481 w dokumencie, w którym książęta opolscy Jan II Dobry i Mikołaj II niemodliński sprzedali prudnickie wójtostwo Jerzemu z Wierzbna. Według treści dokumentu, w lesie Rosenau można było prowadzić wyręby drzew oraz polowania na zwierzynę. Był on jednak własnością zamku w Prudniku, a nie wójtostwa, które mogło prowadzić w nim wyręb.
Po 1562, kiedy Rada Miejska w Prudniku przejęła dobra zamkowe, rozpoczął się spór o las między miastem Prudnik i panami zamku w Jindřichovie, którzy uważali las za swoją własność. W 1578 Soubek z Jindřichova uwięził Georga Kruscha z Prudnika, który ścinał drzewa w spornym lesie. 13 kwietnia 1613 zawarto rozejm, w wyniku którego ustalono, że obie strony sporu będą dzieliły się zyskami z lasu po połowie.
Konfliktu nie rozwiązało wytyczenie granicy państwowej między Prusami i Austrią po I wojnie śląskiej w 1742, ponieważ nie uściślono, jak dokładnie miała przebiegać granica na tym odcinku. Wyznaczając granicę prusko-austriacką opierano się na granicach posiadłości prywatnych, a nie było wiadomo, kto był właścicielem obszaru lasu Rosenau. Na austriackich mapach wojskowych cały sporny las zaznaczono w granicach Austrii, w których znalazł się Jindřichov, co było nie do przyjęcia dla władz Prudnika, należącego do Prus.
4 października 1844 w Jindřichovie wybuchł pożar. Mieszkańcy Prudnika zapewnili wsparcie Jindřichovi, pomagając w gaszeniu pożaru, a także organizując publiczną zbiórkę na rzecz pogorzelców. Zdarzenie to, ze względu na pomoc okazaną jindřichovianom przez prudniczan, wpłynęło na podjęcie decyzji o zakończeniu sporu o las Rosenau. Komisja zebrana 22 października 1845 podzieliła las na dwie równe części, jednocześnie wytyczając dokładną granicę państw na tym odcinku. Od tej pory las nazywano Stillstand (pol. przerwa, spokój, rozejm, bezruch). W 1849 oraz 1864 oznakowano granicę stawiając na niej słupy.
Od zakończenia II wojny światowej w 1945, las Rosenau znalazł się w granicach Polski i Czechosłowacji. Współcześnie znajduje się na obszarze Polski i Czech.

## Legenda o mieście Rosenau
Według lokalnej prudnickiej legendy, w przeszłości na obszarze lasu miało znajdować się miasto Rosenau. Było ono rzekomo otoczone murami i znajdował się w nim zamek, za to nie posiadało kościoła ani nie umieszczono w nim żadnych krzyży, gdyż jego bogaci mieszkańcy żyli rozpustnie i byli bezbożni. Bóg miał zniszczyć Rosenau zsyłając na nie potężną burzę, a następnie miasto miało zapaść się pod ziemię.
Miasto Rosenau nie istniało w rzeczywistości. Powstanie legendy mogły zainspirować wysokie wały, które służyły do spiętrzenia wody pobliskiego stawu. Według lokalnego historyka i dziennikarza Andrzeja Derenia, wały mogły kojarzyć się ludziom z pozostałościami miasta.

## Turystyka

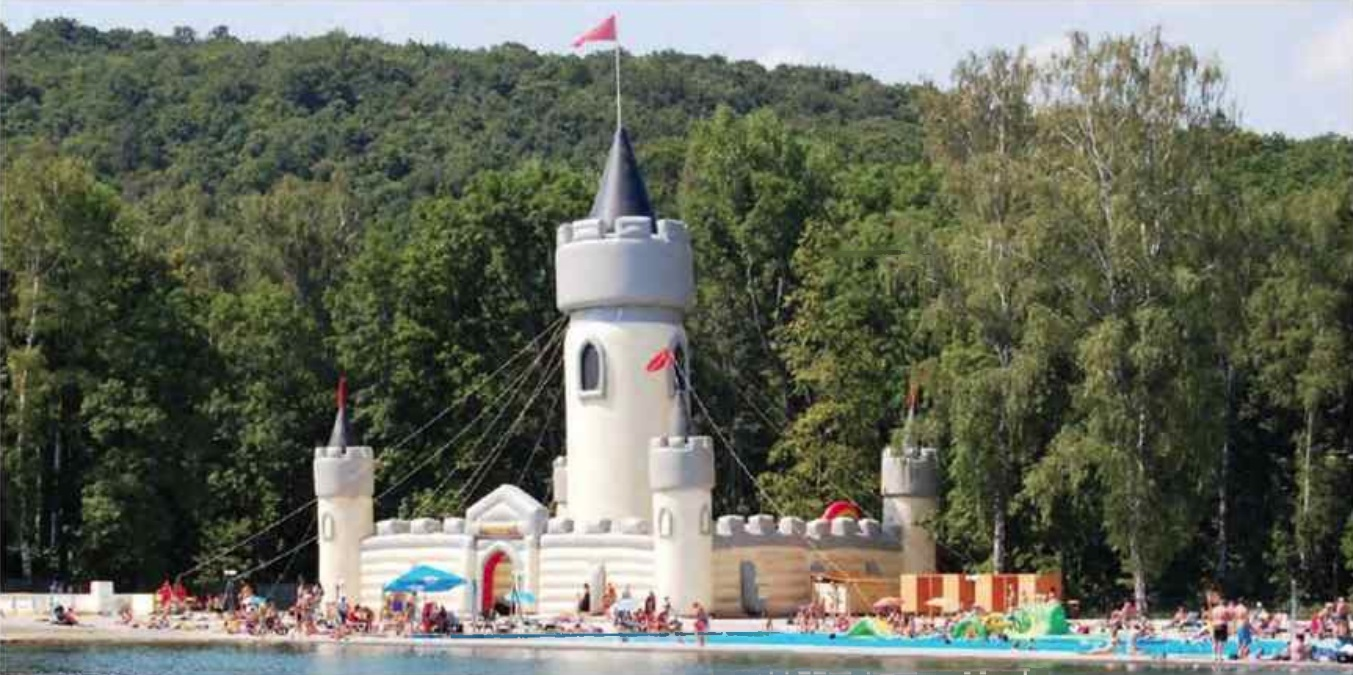
Park rozrywki „Zaginione Miasto Rosenau” w Pokrzywnej

Przez las Rosenau prowadzi szlak turystyczny:
- Wieszczyna – przełęcz pod Zamkową Góra (5 km): Wieszczyna – Las Rosenau – Przełęcz pod Zamkową Górą (508 m n.p.m.)

W pobliskiej Pokrzywnej znajduje się Interaktywny Park Rozrywki i Edukacji „Zaginione Miasto Rosenau”, otwarty w 2014. Powstał na bazie kąpieliska utworzonego przez starostwo Prudnika. Głównym tematem parku rozrywki jest legenda o mieście Rosenau.